# Dilatometer

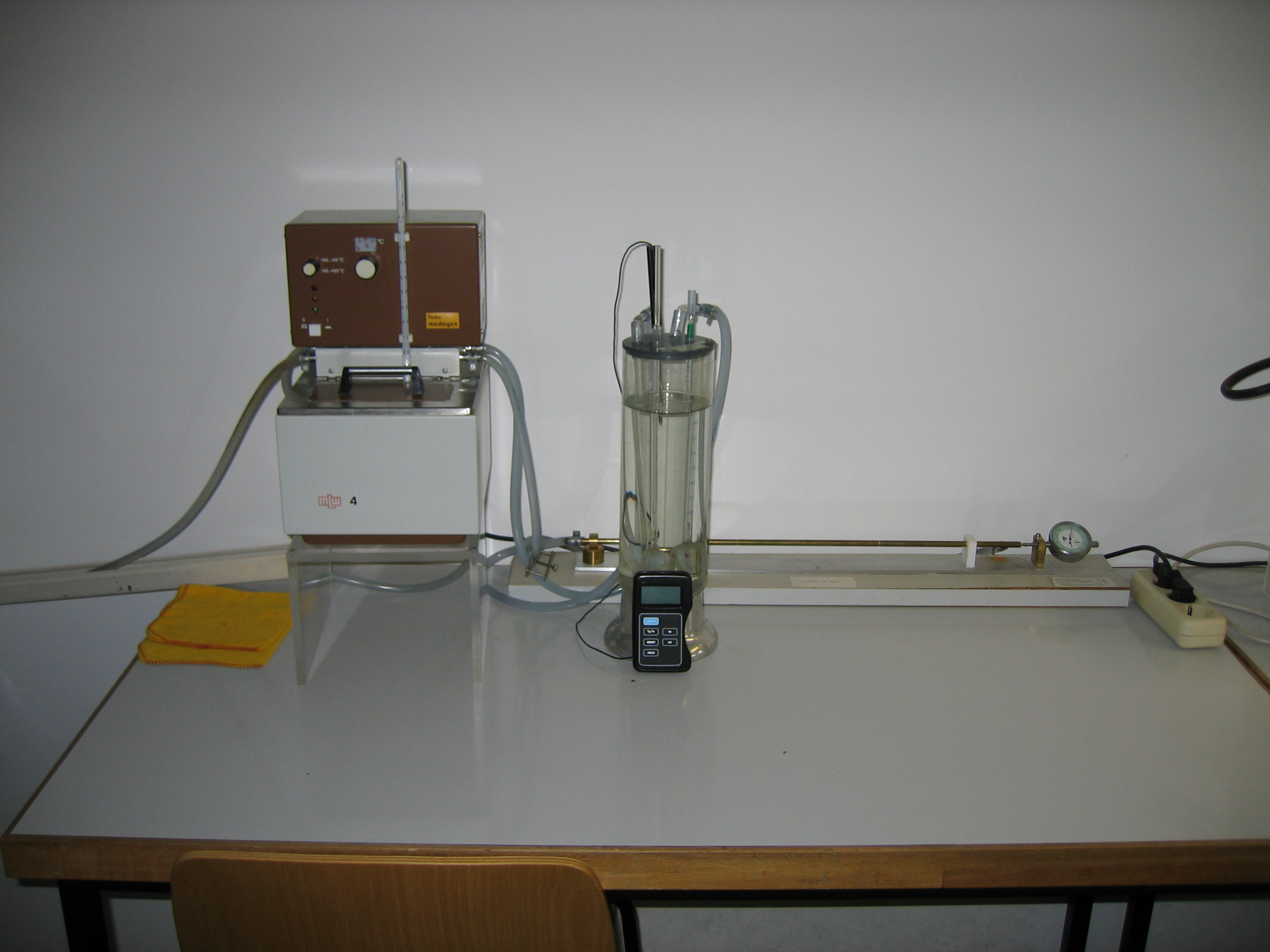
En enkel dilatometer för mätning av värmeexpansionen av vätskor och fasta ämnen.

En dilatometer (av latinets dilatatio, utvidgning) är ett instrument för att mäta volymförändringar orsakade av en fysikalisk eller kemisk process. Den vanligaste typen av dilatometer är den termiska dilatometern, som används för att mäta värmeutvidgningen hos ett prov. Kvicksilvertermometern är också en form av dilatometer, där värmeutvidgningen hos en pelare av flytande kvicksilver mäts för att mäta temperaturen. Detta är möjligt eftersom kvicksilver har en relativt konstant värmeutvidgningskoefficient vid vanliga temperaturer, vilket innebär att volymen är linjärt proportionerlig mot temperaturen.